# Шипман (Илиноис)
Шипман (енгл. Shipman) град је у америчкој савезној држави Илиноис. По попису становништва из 2010. у њему је живело 624 становника.

## Демографија
Према попису становништва из 2010. у граду је живело 624 становника, што је 31 (4,7%) становника мање него 2000. године.
| Група             | 2000.       | 2010.       |
| Белци             | 635 (96,9%) | 604 (96,8%) |
| Афроамериканци    | 5 (0,8%)    | 0 (0,0%)    |
| Азијати           | 2 (0,3%)    | 2 (0,3%)    |
| Хиспаноамериканци | 6 (0,9%)    | 15 (2,4%)   |
| Укупно            | 655         | 624         |